# ニコラ・ランクレ
ニコラ・ランクレ（Nicolas Lancret、1690年1月22日 -  1743年9月14日）は、フランスの画家である。野外に集い、会話、音楽などを楽しむ人々を描く「雅宴画 (fêtes galantes)」と呼ばれるジャンルの作品を描いて、人気のある画家になった。

## 略歴
パリに生まれた。王立絵画彫刻アカデミーの画家、ピエール・デュラン(Pierre Dulin: 1669-1748)の学生になり、その後、クロード・ジロー(1673-1722)のスタジオで6年間、学んだ。「雅宴画」のジャンルを流行させることになるアントワーヌ・ヴァトー(1684-1721)もジローの弟子であった。人気になっていた「雅宴画」の代表的な画家になり、1719年に王立絵画彫刻アカデミーの会員に選ばれた。1720年代の終わりに、師のジローとヴァトーが、続けて亡くなり、「雅宴画」のジャンルはヴァトーの弟子だったジャン＝バティスト・パテル(1695-1736)とランクレが、リードしていくことになった。
戸外での宴会や村の祭りなどの場面や、劇場で演じられる演目を題材に描き、そのスタイルはヴァトーのスタイルに似ているが、絵画の躍動感はヴァトーに及ばなかったともされる。
人気のある画家になり、1735年に王立絵画彫刻アカデミーの評議員になった。プロイセン王フリードリヒ2世などがランクレの作品を収集し、また多くのランクレの作品は版画にされて出版された。

## 作品

愛の告白 (1720)
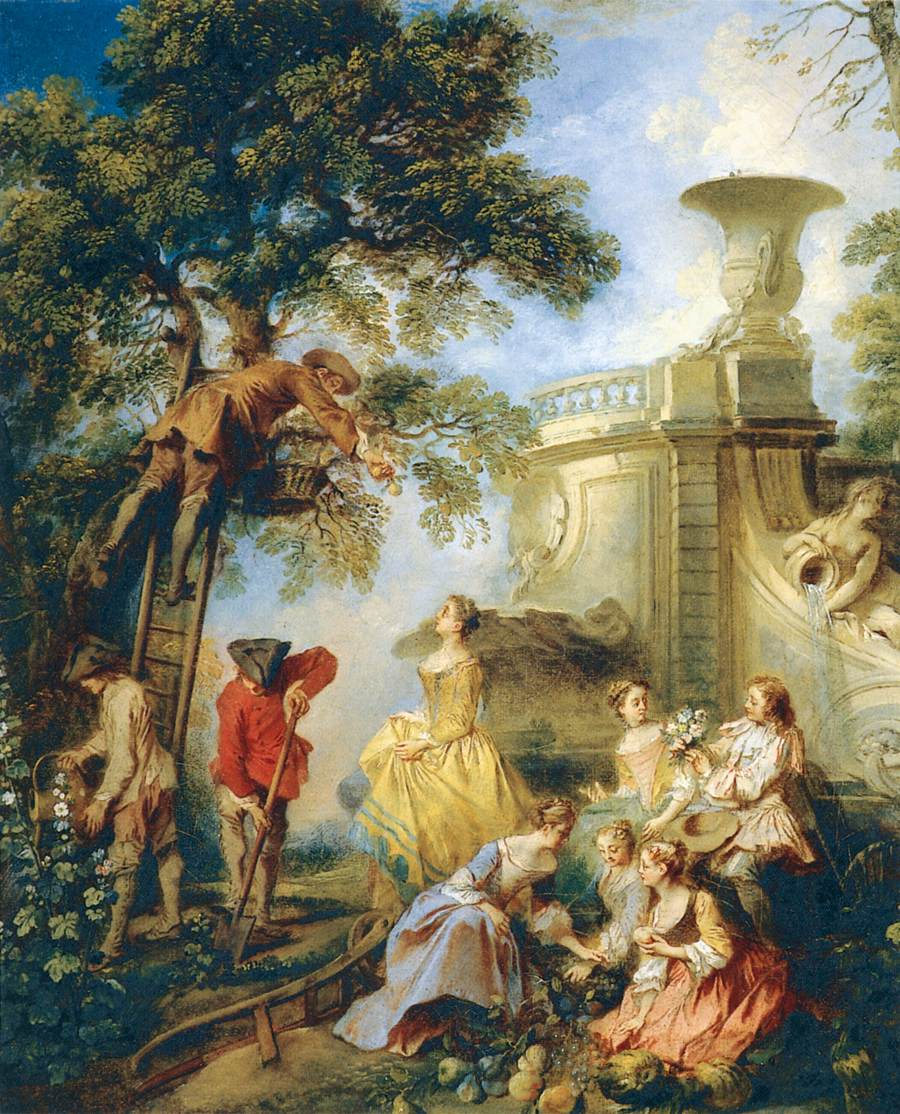
(c.1730)
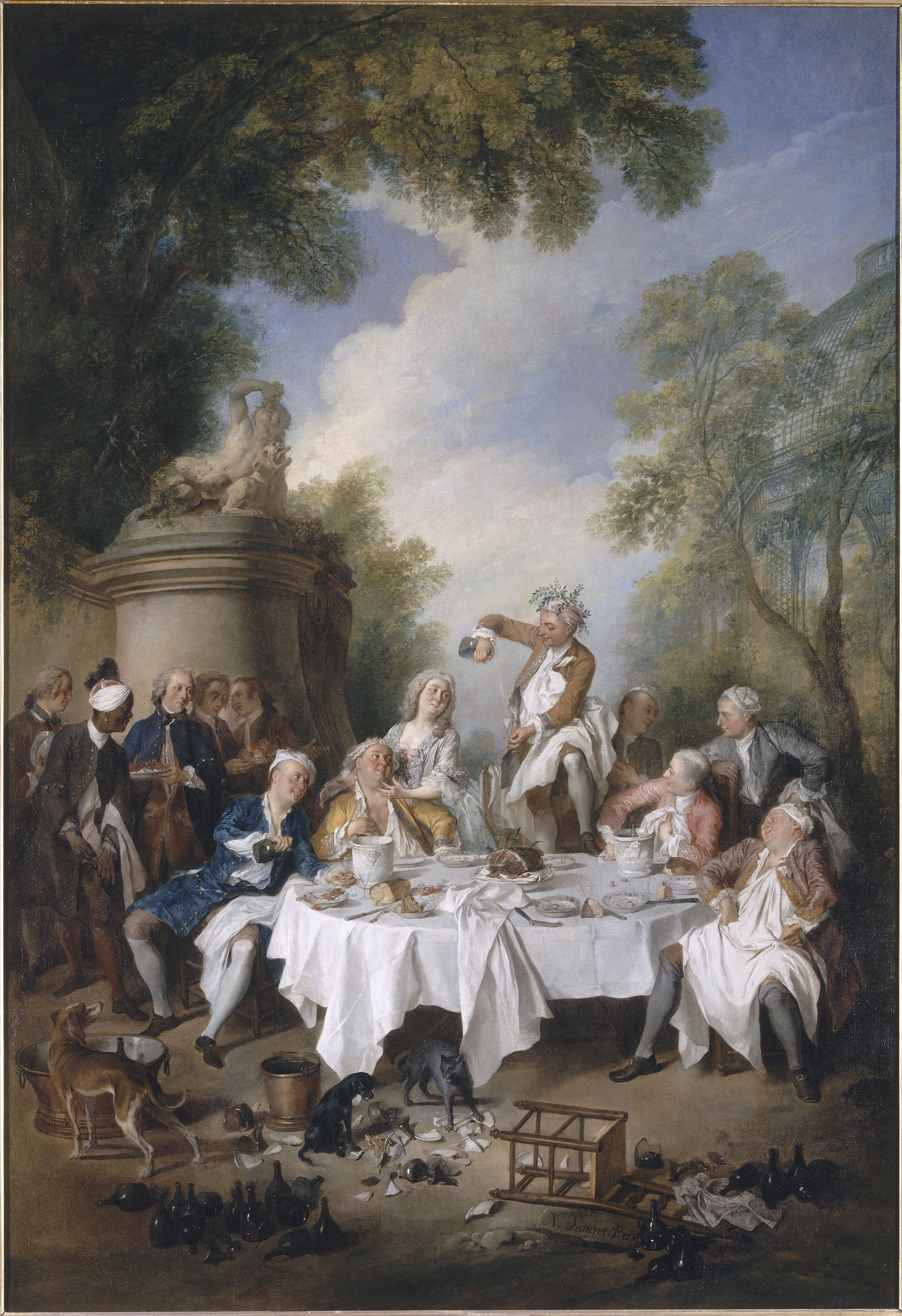
昼の宴会 (1735)
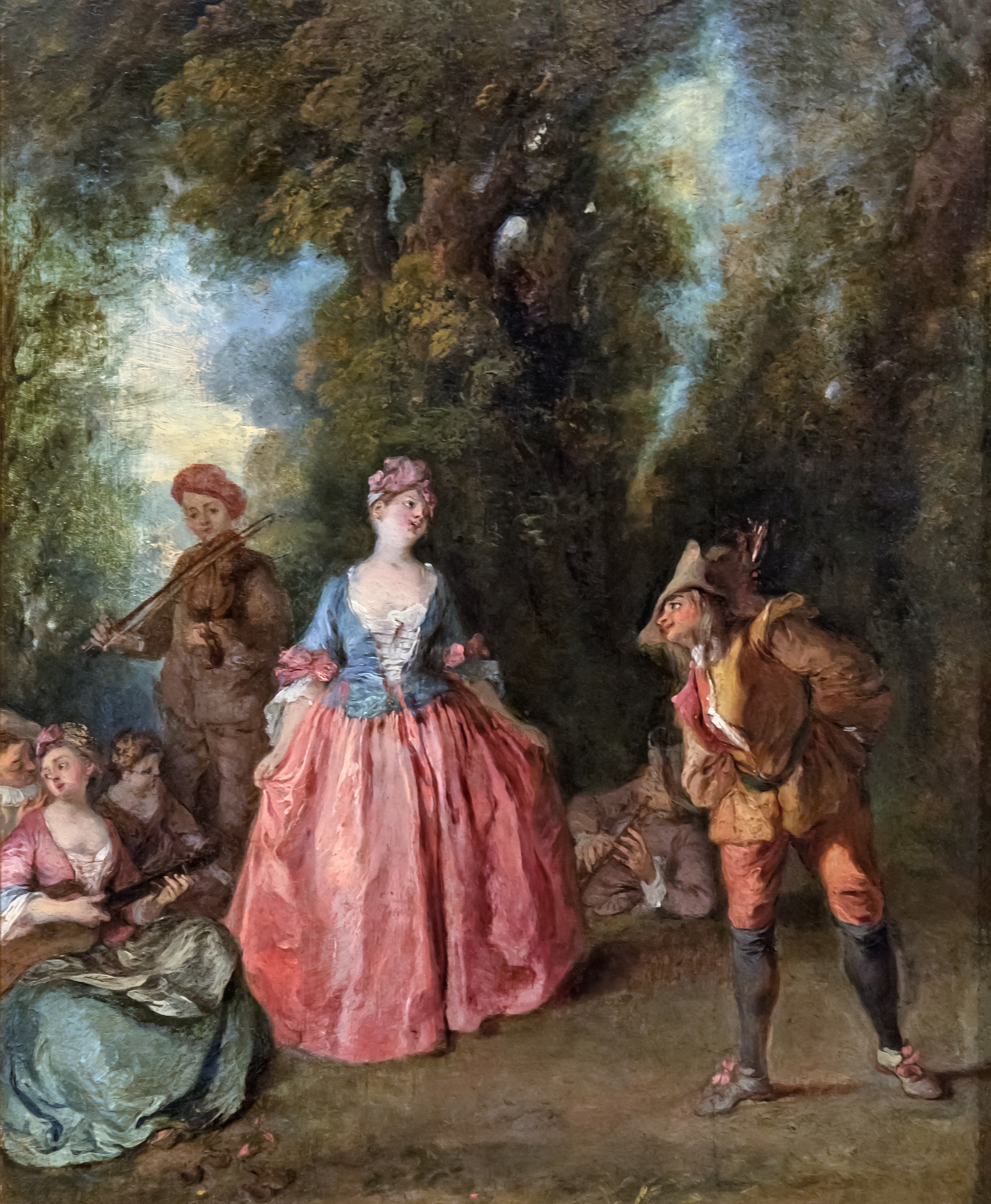
プルチネッラと踊る女性

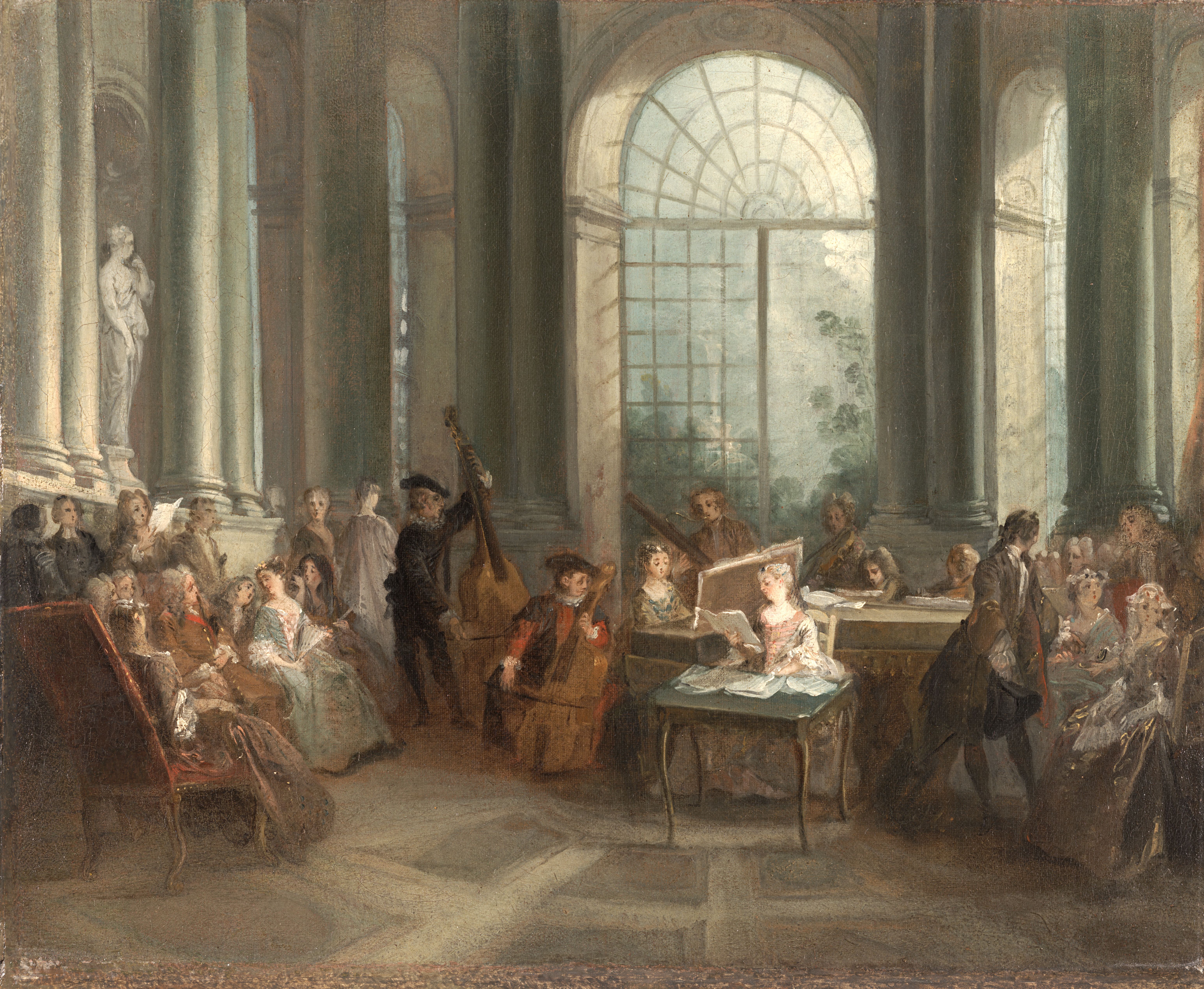
ピエール・クロザの邸のコンサート
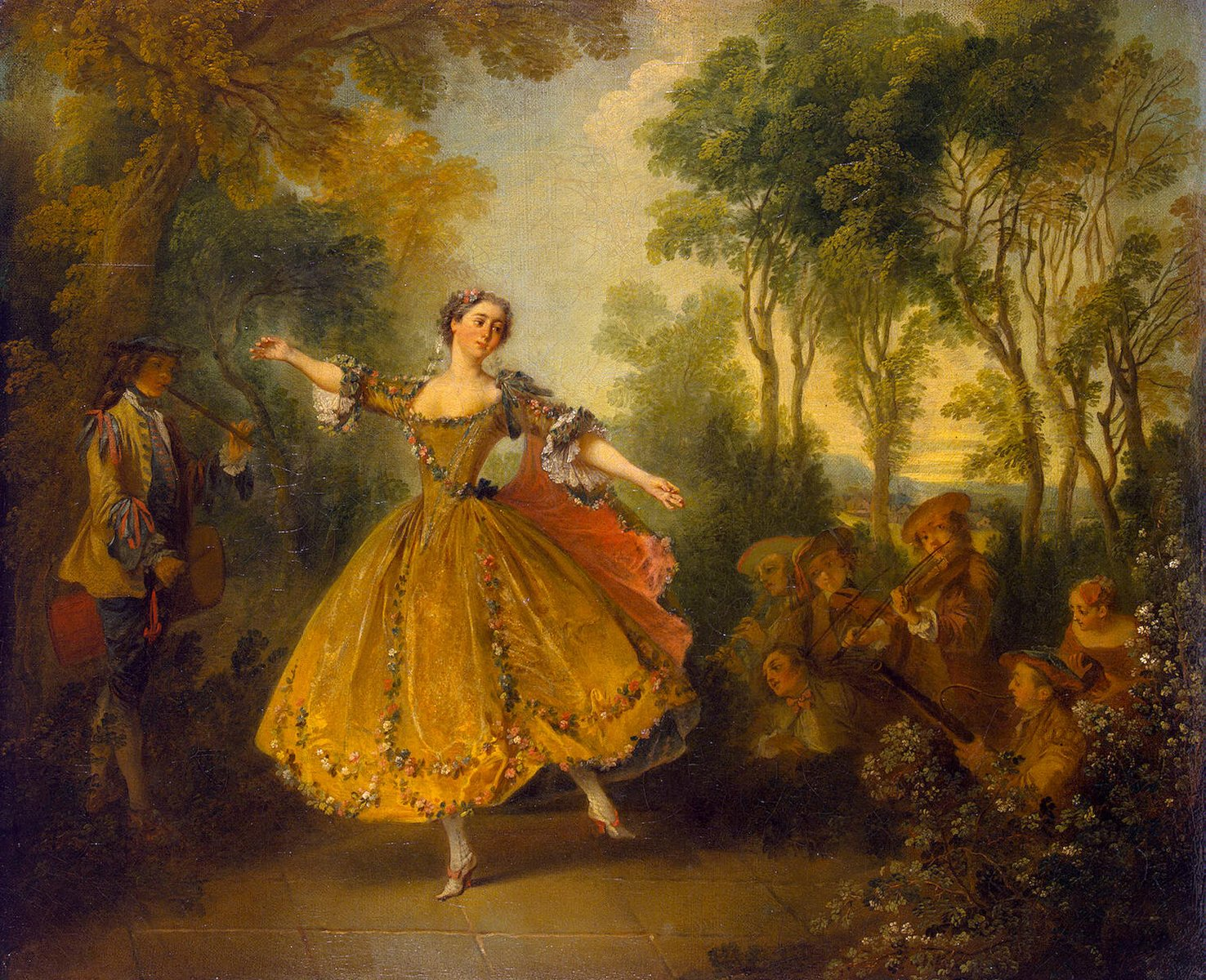
マリー・カマルゴ-ダンサー (c.1730)
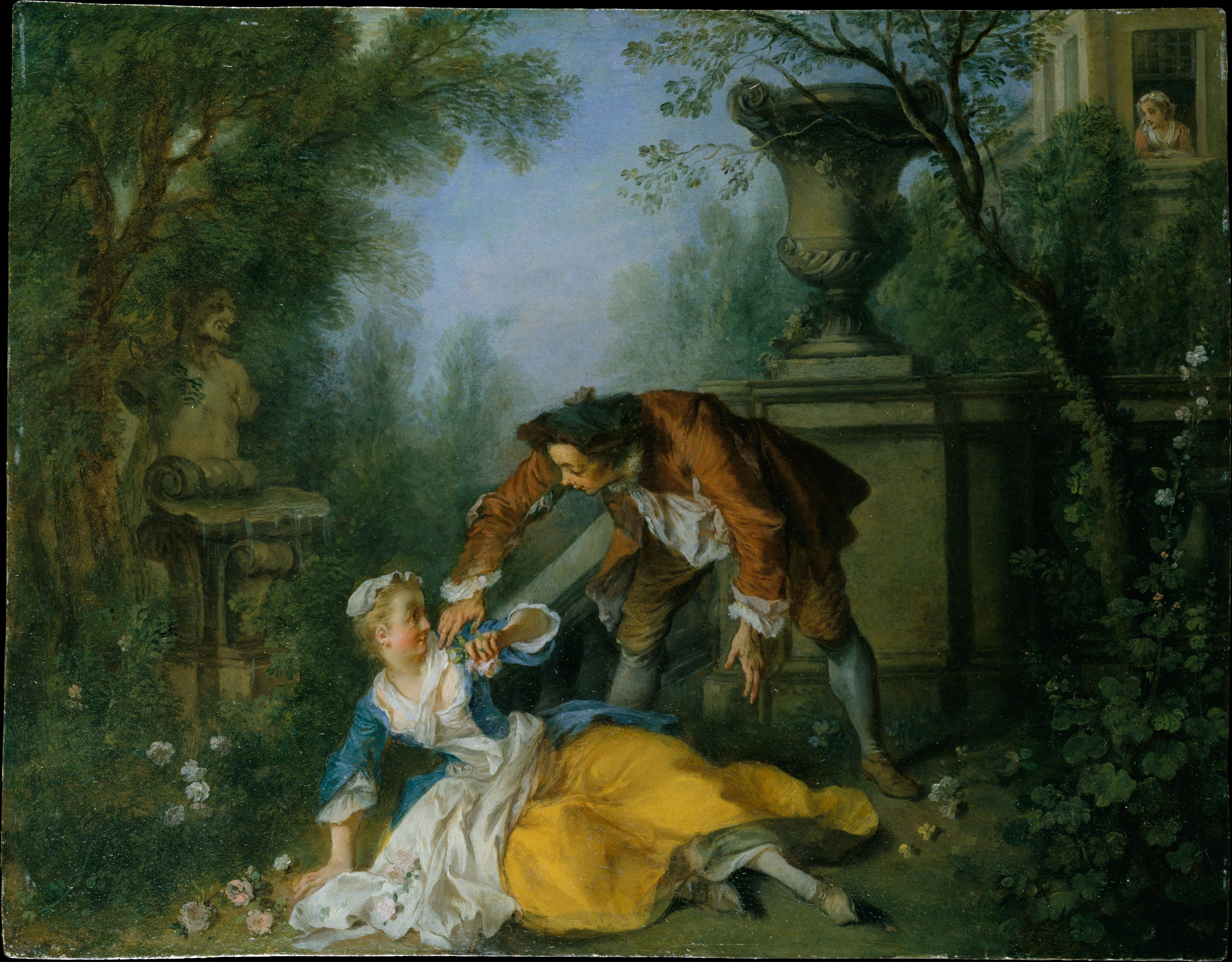
The Servant Justified